# نهضة العلماء

علم نهضة العلماء.

جمعية نهضة العلماء بإندونسيا (Nahdatul Ulama) أكبر جمعية إسلامية رسمية بالعالم، حيث يبلغ عدد أعضائها بين 25 - 30 مليون عضو. أسسها هاشم أشعري في 31 يناير 1926، وهو تقريبًا نفس وقت تأسيس منافستها الجمعية المحمدية الإصلاحية في إندونسيا. بعد وفاة أشعري خلفه ابنه حتى وفاته، ويرأسها الآن حفيده عبد الرحمن وحيد، الرئيس السابق لإندونسيا.
وتنادي الجمعية بالتفسير المعتدل للأحكام الشرعية الدينية، وتعارض أن تصبح إندونسيا دولة إسلامية، وتحض على التعايش بين الأديان والمعتقدات المختلفة. وللجمعية دور هائل في جمع الزكاة والصدقات وتوزيعها، وهو دور مكمل للقصور الحكومي في كثير من الأحيان والأنحاء. ولذلك فلجمعية نهضة العلماء نفوذ سياسي هائل في إندونسيا.

## الاجتماعات السنوية
تصدر جمعية نهضة العلماء بيانًا سنويًا قبيل اجتماعها السنوي معلنةً فيه عن عدد الحضور (والذي يناهز 200,000 إنسان) تعتمد على عدد الحضور من عامة الناس ومن العلماء.

## وصلات خارجية
- موقع جمعية نهضة العلماء